# Kabinet-Whiteman II
Het Kabinet-Whiteman II is een voormalig Curaçaos kabinet. Het was een coalitie van de Pueblo Soberano (PS), Partido pa Adelanto I Inovashon Soshal (PAIS), de Nationale Volkspartij en de Partido Alternativa Real ((PAR). Het kabinet staat onder leiding van minister-president Ben Whiteman en werd beëdigd op 30 november 2015 als opvolger van het kabinet-Whiteman I. Op 23 december 2016 trad het Kabinet af, na de beëdiging van het kabinet-Koeiman.
| Ministerie                                              | Minister                   | Periode                             | Partij                                 | Opmerkingen                                                           |
| ------------------------------------------------------- | -------------------------- | ----------------------------------- | -------------------------------------- | --------------------------------------------------------------------- |
| Minister-President                                      | Ben Whiteman               | 30 november 2015 - 23 december 2016 | Pueblo Soberano                        |                                                                       |
| Minister van Onderwijs, Wetenschap, Cultuur en Sport    | Irene Dick                 | 30 november 2015 - 23 december 2016 | Pueblo Soberano                        |                                                                       |
| Minister van Sociale Ontwikkeling, Arbeid en Welzijn    | Ruthmilda Larmonie-Cecilia | 30 november 2015 - 23 december 2016 | Pueblo Soberano                        |                                                                       |
| Minister van Justitie                                   | Nelson Navarro             | 30 november 2015 - 23 december 2016 | Partido pa Adelanto I Inovashon Soshal |                                                                       |
| Minister van Bestuur, Planning en Dienstverlening       | Etienne van der Horst      | 30 november 2015 - 23 december 2016 | Partido pa Adelanto I Inovashon Soshal |                                                                       |
| Minister van Financiën                                  | José Jardim                | 30 november 2015 - 23 december 2016 | Onafhankelijk                          | Officieel onafhankelijk maar naar voren geschoven door Groep-Sulvaran |
| Minister van Verkeer, Transport en Ruimtelijke Planning | Suzanne Camelia-Römer      | 30 november 2015 - 23 december 2016 | Nationale Volkspartij                  |                                                                       |
| Minister van Economische Ontwikkeling                   | Eugene Rhuggenaath         | 30 November 2015 - 23 december 2016 | Partido Alternativa Real               |                                                                       |
| Minister van Gezondheid, Milieu en Natuur               | Siegfried Victorina        | 30 november 2015 - 23 december 2016 | Pueblo Soberano                        |                                                                       |

## Gevolmachtigd ministers
| Functie                                   | Benoemd         | Periode                             | Partij | Opmerkingen                            |
| ----------------------------------------- | --------------- | ----------------------------------- | ------ | -------------------------------------- |
| Gevolmachtigd minister in Den Haag        | Marvelyne Wiels | 30 november 2015 - 23 december 2016 | PS     | tevens rijksminister met eigen kabinet |
| Plv. Gevolmachtigd minister in Den Haag   | Anthony Begina  | januari 2016 - 23 december 2016     | PAR    |                                        |
| Gevolmachtigd minister in Washington D.C. | Xavier Prens    | 30 november 2015 - 23 december 2016 |        | zetelt op de Nederlandse ambassade     |

Schotte ·
Betrian ·
Hodge ·
Asjes ·
Whiteman I ·
Whiteman II ·
Koeiman ·
Pisas I ·
Rhuggenaath ·
Pisas II